# Suchovršský hřbet
Suchovršský hřbet je geomorfologický podokrsek Orlických hor. Nachází se na jejich jihovýchodním okraji a ve východní části Pardubického kraje v okrese Ústí nad Orlicí. Nejvyšší horou hřbetu je Suchý vrch (995 m).

## Geomorfologie
Suchorvšský hřbet náleží do geomorfologického celku Orlické hory, podcelku Bukovohorská hornatina a okrsku Orličský hřbet. Od sousedního podokrsku, kterým je Bukovohorský hřbet jej na jihovýchodě odděluje Červenovodské sedlo. Na západě se hřbet svažuje do Výprachtické vrchoviny. Četné rozsochy z něj vybíhající jsou již zahrnuty do této vrchoviny. Východní svah hřbetu prudce spadá do Kladské kotliny, na severu ho od Pastvinské vrchoviny odděluje tok Tiché Orlice.
| Geomorfologické členění Orlických hor                                                | Geomorfologické členění Orlických hor | Geomorfologické členění Orlických hor |
| ------------------------------------------------------------------------------------ | ------------------------------------- | --- |
| ČESKÁ VYSOČINA • Krkonošsko-jesenická subprovincie • Orlická oblast                  |                                       | |
| DEŠTENSKÁ HORNATINA                                                                  | Orlický hřbet                         | Olešnický hřbet (bezejmenný, 835 m) Vrchmezský hřbet (Vrchmezí, 1084 m) Deštenský hřbet (Velká Deštná, 1116 m) Kunštátský hřbet (Tetřevec, 1044 m) Anenský hřbet (Anenský vrch, 997 m) |
| DEŠTENSKÁ HORNATINA                                                                  | Orlické rozsochy                      | Zdobnické rozsochy (Karlův vrch, 956 m) Říčské rozsochy (bezejmenný, 910 m) |
| DEŠTENSKÁ HORNATINA                                                                  | Orlickozáhorská brázda                | nečlení se (bezejmenný, 790 m) |
| MLADKOVSKÁ VRCHOVINA                                                                 | Bartošovická vrchovina                | nečlení se (bezejmenný, 704 m) |
| MLADKOVSKÁ VRCHOVINA                                                                 | Pastvinská vrchovina                  | nečlení se (Adam, 766 m) |
| BUKOVOHORSKÁ HORNATINA                                                               | Orličský hřbet                        | Suchovršský hřbet (Suchý vrch, 995 m) Bukovohorský hřbet (Buková hora, 958 m) |
| BUKOVOHORSKÁ HORNATINA                                                               | Výprachtická vrchovina                | nečlení se (Špičák, 799 m) |
| PROVINCIE • Subprovincie • Oblast / Celek / PODCELEK • Okrsek • Podokrsek • (vrchol) |                                       | |

## Vrcholy

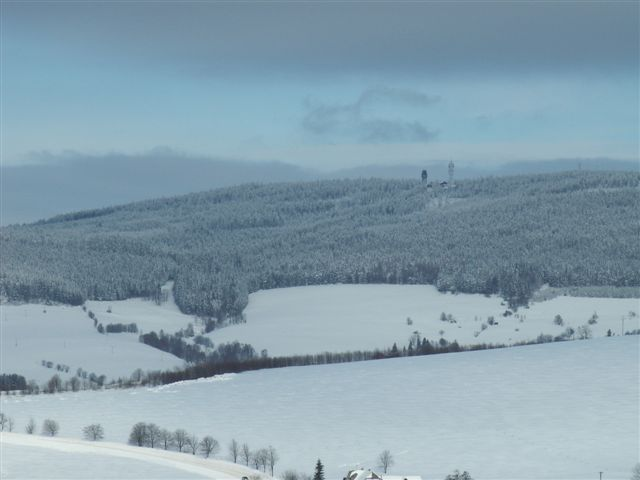
Zimní Suchý vrch z jihozápadu

Suchovršskému hřbetu dominuje dvojvrchol tvořený nejvyšším bodem Suchým vrchem (995 m) a Bradlem (988 m). Ostatní vrcholy se se svou nadmořskou výškou pohybují nad osmi sty metry.
- bezejmenný vrchol na rozsoše Jedlina 886 m[3]
- Prostřední vrch 872 m
- Vysoký kámen 848 m
- Bouda 846 m

Vrcholy pod touto hranicí se v rámci hřbetu nevyskytují. Mlýnský vrch (595 m) v jeho severozápadním zakončení je pouhým spočinkem, vrchy Hejnov (714 m), Javorně (781 m) a Martinova hať (714 m) již spadají do Výprachtické vrchoviny, Hůrka (585 m) naopak do Kladské kotliny.

## Vodstvo
Hřbetem mezi Suchým vrchem a Červenovodským sedlem prochází hlavní evropské rozvodí mezi Severním a Černým mořem. Jihovýchodní svah Suchého vrchu a východní svah Prostředního vrchu odvodňuje levý přítok Moravské Sázavy Březná. Voda ze zbylé části hřbetu odtéká levými přítoky Tiché Orlice. Souvislé vodní plochy se na hřbetu nevyskytují (snad až jen na miniaturní jezírko neznámého původu v blízkosti sedla mezi Boudou a Vysokým kamenem).

## Vegetace
Vrcholové partie Suchovršského hřbetu jsou porostlé téměř výhradně a souvisle hospodářskými smrčinami. V nižších polohách se objevují i listnaté porosty s převahou buku lesního. Pasek se na svazích horstva nevyskytuje mnoho.

## Ochrana přírody
Celý prostor Suchovršského hřbetu zaujímá přírodní park Suchý vrch - Buková hora. V bezprostředním okolí Tiché Orlice se nachází přírodní park Orlice. Zasahuje sem i Ptačí oblast Králický Sněžník. Podzemní systém dělostřelecké tvrze Bouda je chráněným zimovištěm netopýrů.

## Komunikace
Jedinou komunikací kromě lesních cest je silnice I/11 Praha - Hradec Králové - Šumperk - Ostrava, která přechází přes Červenovodské sedlo, na kterém z ní odbočuje veřejná komunikace vedoucí k rozhledně na Suchém vrchu. Zvláštním případem je pevnostní silnice spojující obec Těchonín s dělostřeleckou tvrzí Bouda. Železniční trať Ústí nad Orlicí – Międzylesie kopíruje tok Tiché Orlice. Ve vrcholových partiích Boudy lze narazit na pozůstatky více než kilometr dlouhé úzkorozchodné železniční trati z období výstavby dělostřelecké tvrze Bouda.

## Stavby

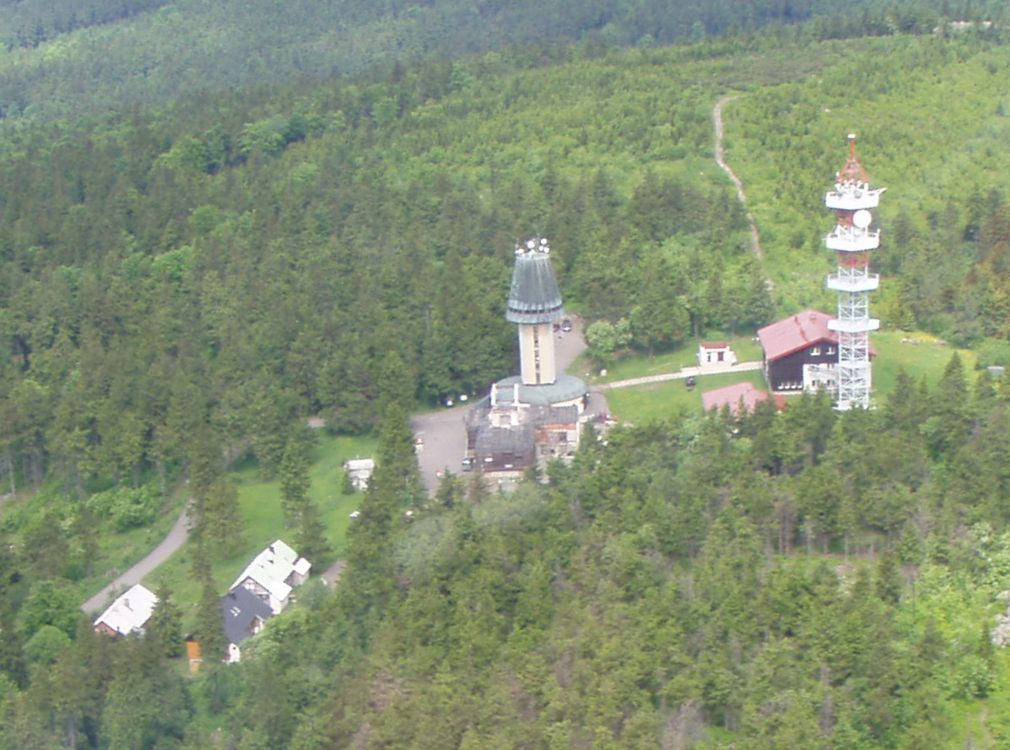
Letecký pohled na zástavbu na vrcholu Suchého vrchu.

V mělkém sedle dvojvrcholu Suchý vrch - Bradlo se nachází vyhořelé torzo turistické Kramářovy chaty, na níž je napojena požárem nepoškozená provozovaná rozhledna.
V severní části hřebenu bylo v druhé polovině třicátých let proti tehdejšímu Německu budováno pohraniční opevnění. V lesním masívu či na jeho okraji se zde nachází patnáct objektů těžkého a několik desítek objektů lehkého opevnění. Linie opevnění sleduje hlavní hřeben od Mladkova přes Vysoký kámen na Boudu a odtud klesá po východním úbočí k obci Dolní Boříkovice. Největším objektem je muzejně zpřístupněná dělostřelecká tvrz Bouda. Jako druhé je zde Muzeum pod Vysokým kamenem nacházející se v okolí sedla jihovýchodně od vrcholu.
Na vrcholcích Suchého vrchu a Bukové hory se nacházejí radiokomunikační převáděče. Převáděč stojící v bezprostřední blízkosti rozhledny na Suchém vrchu patří Armádě České republiky. Patří k němu vojenský objekt a nevelký veřejnosti nepřístupný prostor.
Z jiných staveb stojí za zmínku již jen turistické informační centrum na Červenovodském sedle.

## Turistické trasy
Prostor Suchovršského hřbetu je protkán dostatečným systémem značených turistických tras. Hlavní hřeben sleduje od severu červeně značená Jiráskova cesta, která se na sedle Hvězda stáčí na západ k Jablonnému nad Orlicí. Štafetu zde přebírá zelená turistická značka, po které se dá hřebenový přechod hor dokončit. Úbočím Vysokého kamene prochází netypicky žlutě značený okruh naučné stezky Betonová hranice věnující se problematice předválečného československého opevnění. Cyklistické trasy jsou na území hor dvě. Červeně značená trasa 4071 sleduje přibližně směr hlavního hřebenu vrcholovými partiemi, bíle značená trasa 4077 vede průlomem Tiché Orlice a východním úbočím. Prostor hřbetu pokrývá i část systému běžkařských tras vycházejících ze skiareálu Čenkovice.